# Wilhelm Ulrich von Thun

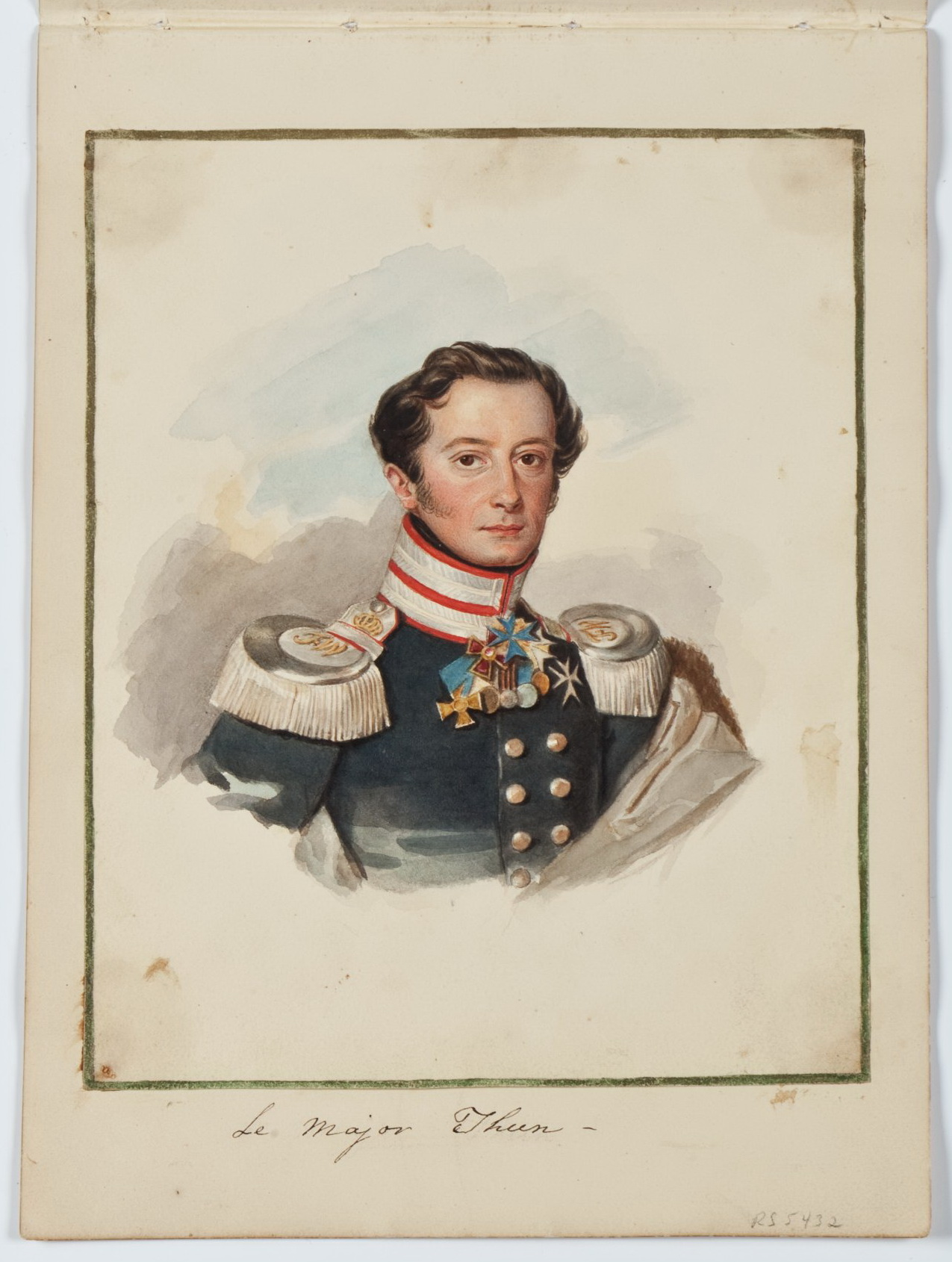
Wilhelm Ulrich von Thun als Major in St. Petersburg

Philipp Wilhelm Ulrich von Thun (* 10. September 1784 in Seckeritz; † 30. November 1862 in Schlemmin) war Infanterieoffizier in schwedischen und preußischen Diensten, zuletzt als Generalleutnant. Er war preußischer Gesandter in Russland, Hessen und Württemberg.

## Leben
Wilhelm Ulrich von Thun, entstammte dem Adelsgeschlecht von Thun. Er war der Sohn von Otto Heinrich von Thun auf Tribohm, Kanzler der Regierung Schwedisch-Pommerns, und der Louise von Lepel. Er wurde im Haus seiner Eltern in Stralsund erzogen. Mit 18 Jahren wurde er in das Leibregiment der Königin („Drottningens Livregemente till fot“) aufgenommen, das in Stralsund in Garnison lag. 1804 ließ er sich beurlauben, um an der Universität Göttingen zu studieren. 1806 kehrte er nach dem Eintritt Schwedens in den Krieg mit Frankreich zu seinem Regiment zurück. Nach der Übergabe Stralsunds an die Franzosen ging er mit dem Regiment nach Schweden. Nachdem er noch im selben Jahr nach Schwedisch-Pommern zum Austausch von Kriegsgefangenen abkommandiert worden war, nahm er in den Jahren 1808 und 1809 in Finnland am Russisch-Schwedischen Krieg teil. Nach dem Friedensschluss mit Russland kehrte er 1810 mit dem Leibregiment nach Stralsund zurück.
Als die Franzosen 1811 erneut in Schwedisch-Pommern einmarschierten, hielt er sich bis Anfang 1813 versteckt, um der Gefangennahme durch die Besatzer zu entgehen. Nach deren Abzug wurde er mit einer Botschaft zum schwedischen Kronprinzen Karl Johann (Bernadotte) gesandt, der ihn zu seinem Adjutanten ernannte. Er begleitete ihn auf den Feldzügen in den Jahren 1813 und 1814 und wohnte den Schlachten bei Großbeeren, Dennewitz und Leipzig bei. Er nahm an den Feldzügen gegen Dänemark und nach Belgien teil und begleitete den Kronprinzen nach Paris. Danach zog er mit der schwedischen Armee nach Norwegen, hielt sich im Winter 1814 bis 1815 mit besonderem Auftrag in Christiania auf, bevor er nach Stockholm berufen wurde.
Nach dem Übergang Schwedisch-Pommerns an Preußen 1815 wurde ihm die Entlassung aus dem schwedischen Militärdienst gewährt. Er trat im Département Vendée als Major dem 16. Regiment der preußischen Armee bei, das als Teil der Okkupationsarmee nach Lothringen zog. Dort wurde er Kommandant von Montmédy. Sein Regiment wurde 1817 nach Luxemburg und 1818 nach Trier verlegt. Von dort wurde er als Bataillonskommandeur zum Regiment Kaiser Franz versetzt.
1821 wurde er ins Alexander-Regiment versetzt und als preußischer Militärbevollmächtigter nach Sankt Petersburg entsandt. Er stand in der Gunst des Zaren Alexander I. und dessen Nachfolgers Nikolaus I., den er 1828, zum Oberstleutnant befördert, auf dem Kriegszug gegen die Türken begleitete.
1829 wurde er zum Flügeladjutanten des preußischen Königs Friedrich Wilhelm III., der ihn 1830 zu sich rief. 1832 wurde er zum Oberst befördert. 1837 wurde er preußischer Gesandter in Kassel. Nach seiner Beförderung zum Generalmajor 1839 hielt er sich mit seiner Familie ein Jahr lang in Italien auf. Er behielt seine Stellung als Gesandter in Kassel auch nach dem Regierungsantritt Friedrich Wilhelms IV. 1845 wurde er Gesandter in Stuttgart. 1846 wurde er zum Generalleutnant befördert.
1851 wurde seinem Entlassungsgesuch stattgegeben. Er ging nach Schlemmin, das er 1838 von seinem Onkel Carl Ludwig von Thun geerbt hatte. Dort hatte er sich seit 1846 mit dem Schloss Schlemmin einen repräsentablen Wohnsitz errichten lassen. Er starb dort am 1. Advent 1862 im Familienkreis.
Wilhelm Ulrich von Thun wurde 1821 Ritter des Johanniterordens und 1829 mit dem Pour le Mérite ausgezeichnet.

## Familie

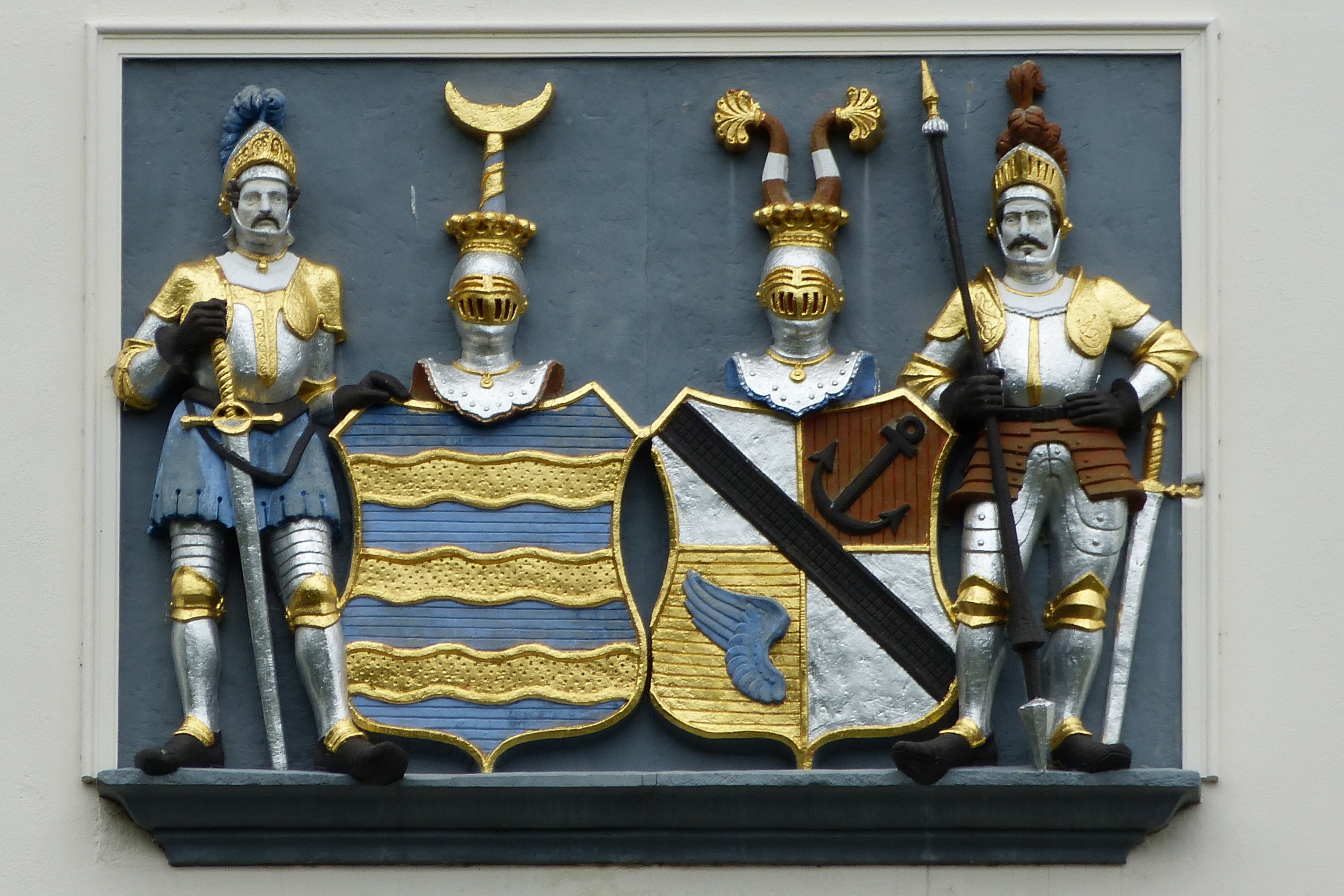
Allianzwappen von Thun/von Senden am Schloss Schlemmin

Wilhelm Ulrich von Thun heiratete 1831 Mathilde von Senden (1802–1854), die Tochter des hessischen Gesandten in Berlin Carl von Senden sowie Schwester des gleichnamigen Regierungspräsidenten von Köslin (1852–1856). Die beiden hatten zwei Töchter. Die ältere Tochter Elisabeth (* 1832) heiratete 1853 Bolko zu Stolberg-Wernigerode, die Ehe blieb kinderlos. Die jüngere Tochter Emma (1834–1900) heiratete Johannes zu Stolberg-Wernigerode und nach dessen Tod 1865 Otto zu Solms-Rödelheim (1829–1904).